# たったひとりのオーディエンス
「たったひとりのオーディエンス」は、1983年12月21日に発売されたチューリップの通算24枚目のシングル。

## 解説
前作から3ヶ月弱という短い間隔で発売されたシングルで、両面ともに、翌年発売アルバム『I dream』からの先行シングルカットである。
当時最新鋭のサンプリング・シンセサイザーを用いてレコーディングされ、シンセサイザー特有のサウンドと財津のボーカルが合わさって、幻想的な雰囲気を出している。
発売前から始まっていたツアーから演奏されており、また、1989年の解散ツアー（Live act TULIP TULIP FINAL TOUR Well）では、「丘に吹く風」の間奏からつながる形で、この楽曲のコーダ部分が用いられた。
B面「夏は終わらない」はタイトルに「夏」が入っているが、初冬が舞台の楽曲である。チューリップとしてのライブ演奏はなかったが、財津のソロでは演奏された。
ジャケット写真はレコーディングの合間に撮影された。

## 収録曲
作詞・作曲：財津和夫　編曲：チューリップ
1. たったひとりのオーディエンス
2. 夏は終わらない